# Lady in Black
Lady in Black è un singolo del gruppo musicale britannico Uriah Heep, pubblicato nel marzo 1971 come primo estratto dal secondo album in studio Salisbury.

## Successo commerciale
Il brano pubblicato nel 1971 ottenne un buon successo nelle classifiche europee a partire dalla fine degli anni 70'.

## Cover
Numerosi sono stati gli artisti internazionali che hanno realizzato numerose cover del brano tra cui Caterina Caselli nel 1972 che l'ha riadattata in italiano col titolo L'uomo del Paradiso.